# キャドバリーワールド
キャドバリーワールド（英語: Cadbury World）は、チョコレート会社キャドバリーが運営する観光施設。イギリスのバーミンガムと、ニュージーランドのダニーデンに設けられている。

## バーミンガム
北緯52度25分49秒 西経1度55分57秒 / 北緯52.4302度 西経1.9325度
キャドバリーワールドは、順路に沿って進んでいく展示施設である。
キャドバリーワールドは、1990年8月14日に、キャドバリーのボーンビル工場の敷地内に開設されて以来、継続的に拡張、拡充されてきた。
キャドバリーワールドは、バーミンガム周辺で最大級の観光施設となっており、毎年50万人以上が来場し、評価の高い教育プログラムを提供している（創業者たちの教育への取り組みや関心に直接つながるものである）。
キャドバリーワールドは工場見学ツアーではないが、入場者には、チョコレートの歴史について見聞を深める機会、世界最大級の菓子メーカーのひとつであるキャドバリーの起源と創業者たちについて学習する機会が提供される。

### 14のゾーン
キャドバリーワールドには、現在14のゾーンがあり、様々な展示やアニマトロニクス、ビデオ、マルチメディア、インタラクティブ・ディスプレイ、スタッフの演技などで、チョコレートやキャドバリーの事業についての物語を表現している。

## ダニーデン
南緯45度52分26秒 東経170度30分27秒 / 南緯45.87389度 東経170.50750度

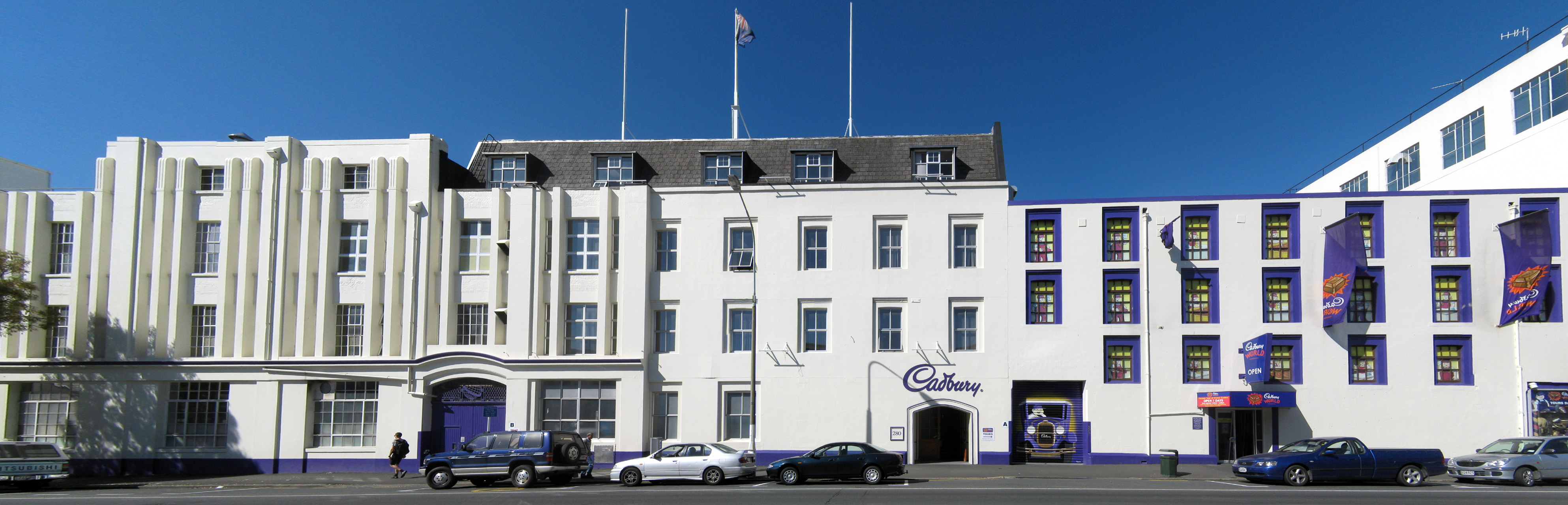
Exterior of Cadbury World, Dunedin.

2003年7月に、新たなキャドバリーワールドが、ニュージーランドのダニーデンに開設された。このキャドバリーワールドは、オクタゴン（The Octagon: ダニーデン中心部の八角形の広場）に近い 280 Cumberland St にあるキャドバリーの工場敷地内に置かれている。この工場は、ダニーデンにある工場としては最も大規模な部類に入り、このツアーはダニーデンを訪れる観光客にも大変人気があるものとなっている。2008年5月に、ビジター・センター内部が改装されて、開設以来の展示が撤去され、アステカや昔のイングランドをテーマにした展示室など、新しいエリアが加えられた。バーミンガムの施設とは異なり、こちらのキャドバリーワールドでは、工場の製造工程を見て回るガイド付きのツアーが用意されている。

### ツアー
ダニーデンのキャドバリーワールドは、3種類のツアー（工場ツアー、センター・ツアー、早回りツアー）を用意している。工場ツアーは概ね75分かかり、そのうち最初の10分はビジター・センターでの自由見学に宛てられ、続いて稼働している工場の数カ所をガイド付きで回っていく。ツアーの途中では、チョコレートの味見があり（作り立ての液体チョコレートを含む）、5階建ての建物に匹敵するかつての貯蔵サイロの中に設けられた、現在世界最大のチョコレートの滝で、ツアーは一番盛り上がる。工場ツアーは平日のみで、週末には工場は稼働していない。土日には、早回りツアーが提供されており、工場内には入れないが、DVD上映で平日の稼働状況が紹介される。センター・ツアーは、ビジター・センターでの自由見学である。すべてのツアーは、出口の売店で終了する。売店では、ダニーデンのスパーマーケットよりも割り引かれた価格でチョコレートが販売されており、ほかにも、ここでしか買えないノベルティ商品などの土産物が販売されている。

### クリスマス
12月1日から24日まで、ダニーデンのキャドバリーワールドは、「サンタの洞窟 (Santa's Grotto)」という展示をする。これは、クリスマスをテーマとした手作りの動く人形が多数展示されているところを抜けていくと、最後にサンタクロースや、そのお手伝いをする妖精たちと無料で写真を撮ることができ、クリスマス商品を含むチョコレートの見本品のセットがひと袋プレゼントされる、というものである。